# Palermo
För andra betydelser, se Palermo (olika betydelser).
Palermo (sicilianska: Palermu) är huvudort på Sicilien, en av Italiens autonoma regioner, en kommun och huvudort i storstadsregionen Palermo (en), som 2015 ersatte provinsen Palermo. Staden är belägen på öns nordvästkust. Kommunen hade 626 320 invånare (2022). Det är den största staden på ön Sicilien och den femte största i Italien.

## Historia
Palermo grundades på 700-talet f.Kr. av feniciska handelsresande, som behövde en hamn på Siciliens nordvästkust. Fenicierna kallade staden Zîz, grekerna i sin tur Panormos, och romarna Panormus.
Från 600-talet f.Kr. var Palermo en av Karthagos främsta stödjepunkter på Sicilien, vilket ledde till att staden 397 f.Kr. plundrades av Dionysios I av Syrakusa.. Under Första puniska kriget var Palermo operationsbas för kartagernas flotta och erövrades av romarna 254 f. Kr. Under kejsar Augustus blev Palermo romersk koloni. Under folkvandringstiden lydde staden under vandaler och ostgoter, innan den 535 erövrades av Östrom. 831 intogs Palermo av araberna och 1072 av normanderna, som 1130 gjorde Palermo till huvudstad i Kungariket Sicilien. Sedan Manfred av Sicilien stupat i slaget vid Benevent (en) 1266 tillföll Palermo och Sicilien huset Anjou. Den mot ätten Anjous välde riktade Sicilianska aftonsången startade i Palermo.
Därefter styrdes Sicilien och Palermo av det Aragonska kungahuset och kom från 1500-talet i permanent personalunion med Spanien. Palermo kom att förbli Siciliens främsta stad men förlorade trots det mycket av sin ekonomiska och kulturella betydelse. En stor fattig arbetarklass växte fram i staden, vilket bidrog till sociala oroligheter. 1860 erövrades Palermo av Giuseppe Garibaldi och kom därefter att ingå i Kungariket Italien.
Staden blev svårt skadad under andra världskriget och man fick bygga upp staden från minsta småsten, bara för att några år senare 1968 drabbas av en massiv jordbävning som raserade staden än en gång.

## Stadsplan
Palermo är sedan 1609 uppdelat i fyra delar av huvudgatorna Via Maqueda och Corso Vittorio Emanuele vilka möts vid den korsning som kallas Quattro Canti, torget här kallas Piazza Vigliena eller Piazza quattro canti, här ansluter sig Piazza Pretoria.
Stadens äldsta byggnader utmärks av sin speciella blandning mellan islamska, normandiska och bysantinska drag. Exempel på byggnader i denna stil är kyrkorna La Martorana (byggd 1143-1151), San Giovanni degli Eremiti (påbörjad 1132) och Cappella Palatina (uppförd 1132-1140). La Martorana och Cappella Palatina utmärks genom sina bysantinska mosaiker från 1100-talet, i Capella Palatina påträffas även marmorarbeten i såväl normandisk som morisk stil.
Domen anlades 1170 och tillbyggdes i slutet av 1700-talet med sidoabsider och en stor kupol. Här finns ett stort antal biskopliga och furstliga gravmonument, bland annat över Fredrik II och hans familj. Bland de rika skatterna i övrigt märks sankt Rosalias silversarkofag.
En ny rik blomstring upplevde arkitekturen i Palermo under 1500-talets slut och 1600-talet från denna tid märks särskilt jesuitkyrkan med praktfull marmorutsmyckning.
Under den normandiska och franska tiden blommade även palatsbyggandet. Palazzo reale anlades redan under 1000-talet, Cappella Palatina anlades som palatskyrka till detta palats. Äldre mosaikdekorationer påträffas även i Stanza dei Tresori. Under normandisk tid tillkom även lustslotten La Zisa och La Cuba väster om staden.
Bland nyare byggnader märks Teatro Massimo från slutet av 1800-talet ritad av arkitekterna Giovan Battista Filippo och Ernesto Basile. Museo Nazionale rymmer bland annat verk av Francesco Laurana och Antonello da Messina.

## Sport
Palermo har ett välkänt fotbollslag: US Città di Palermo.

## Palermo 2013

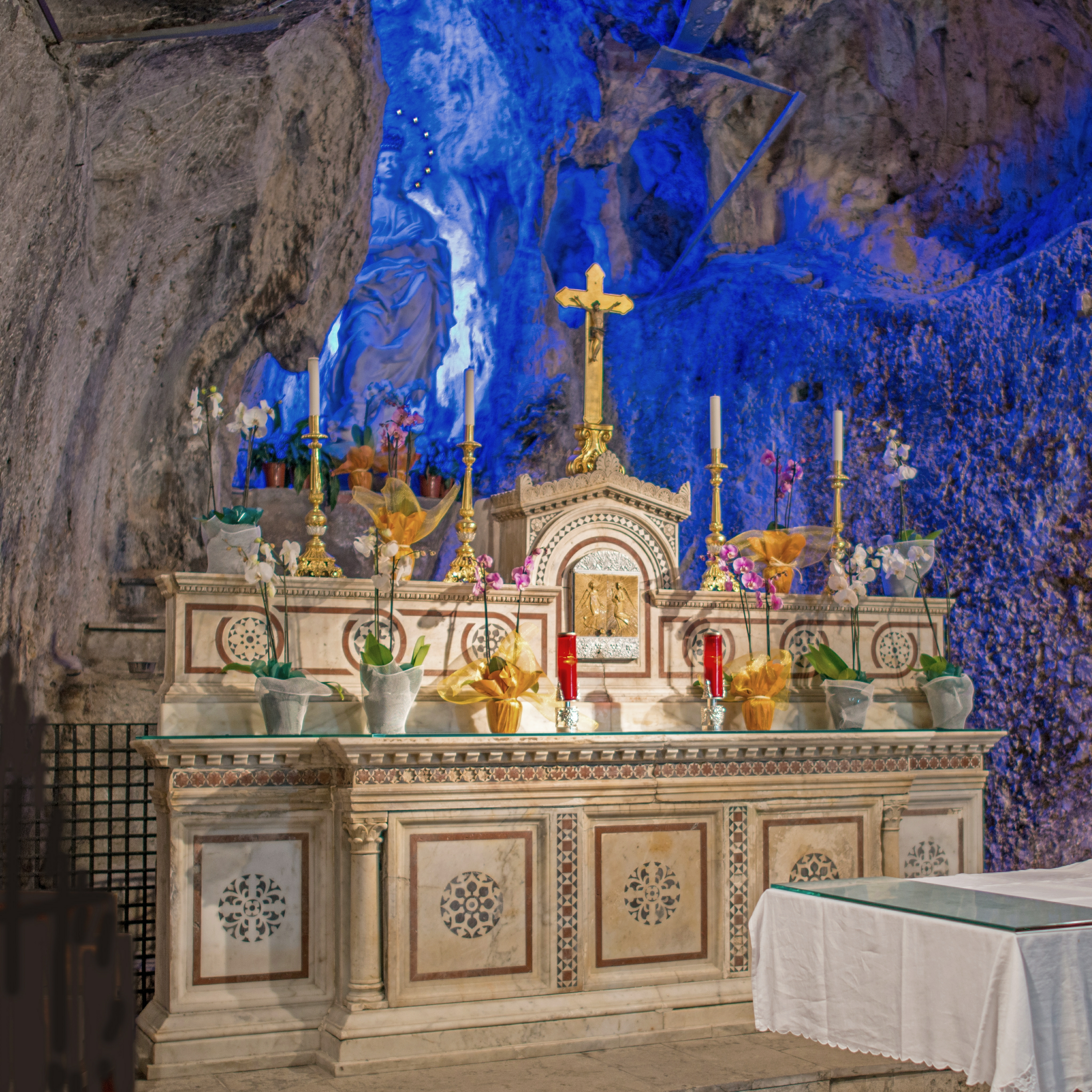
Palermo 2013
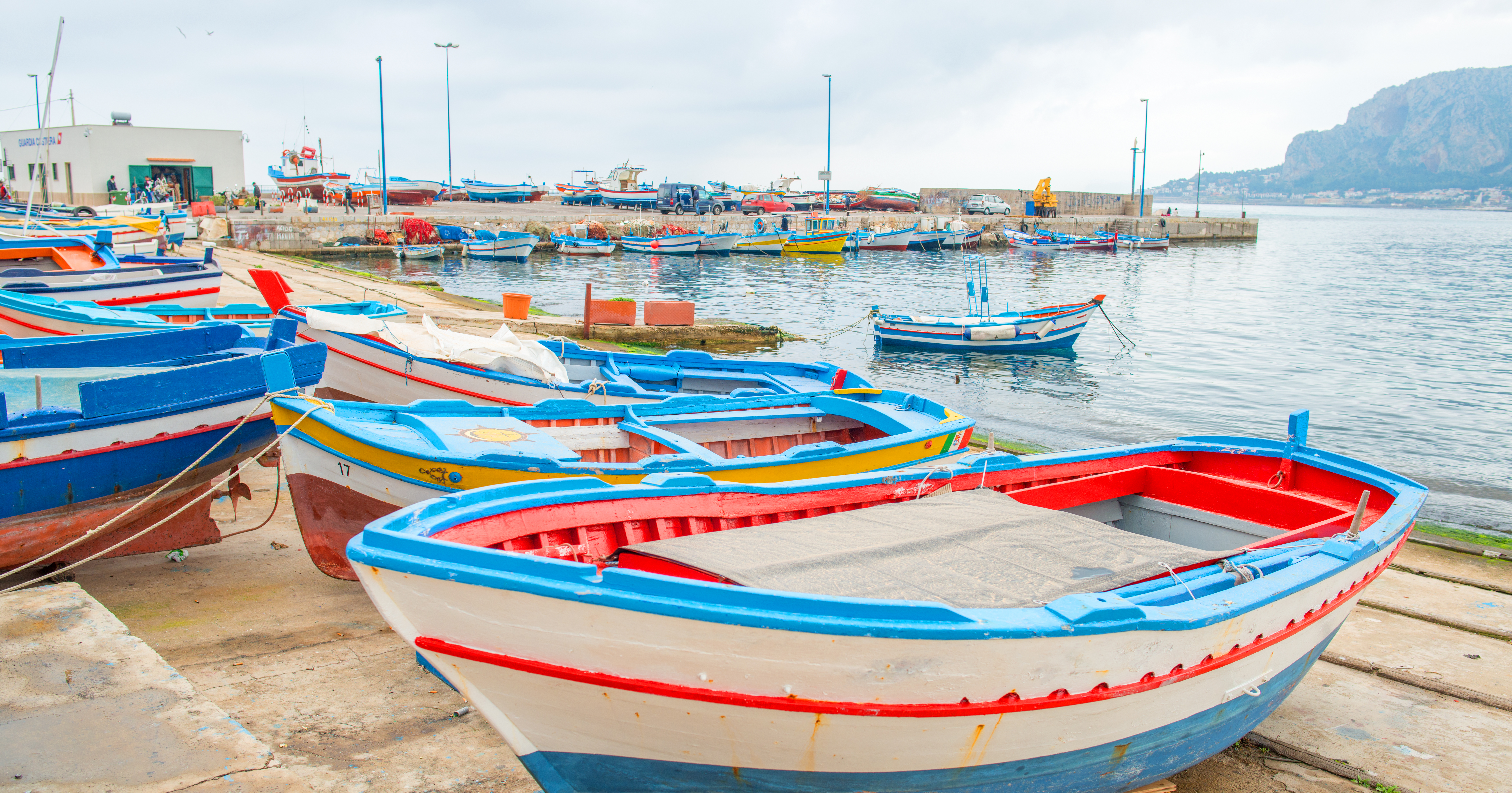
Palermo 2013
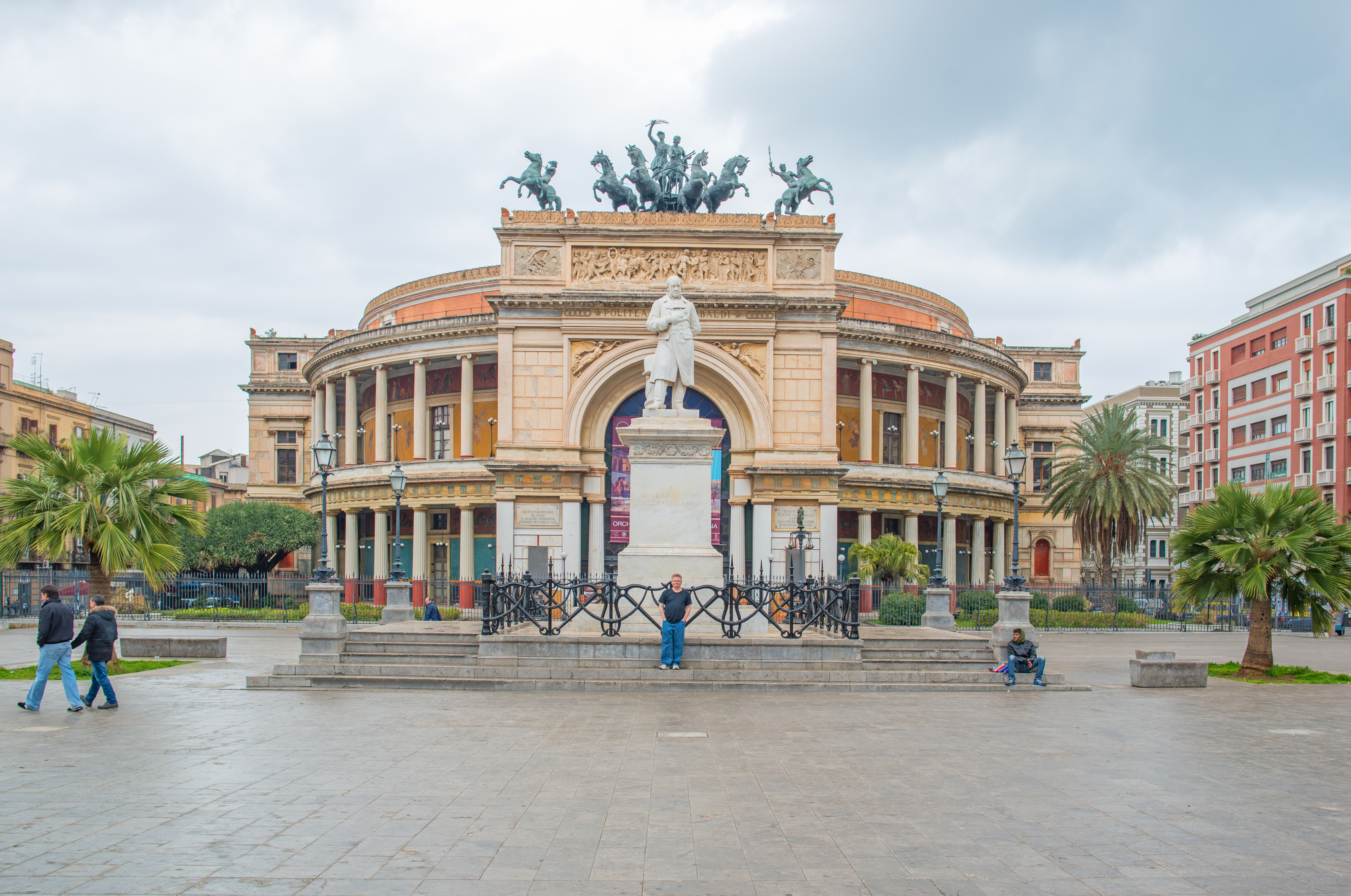
Palermo 2013
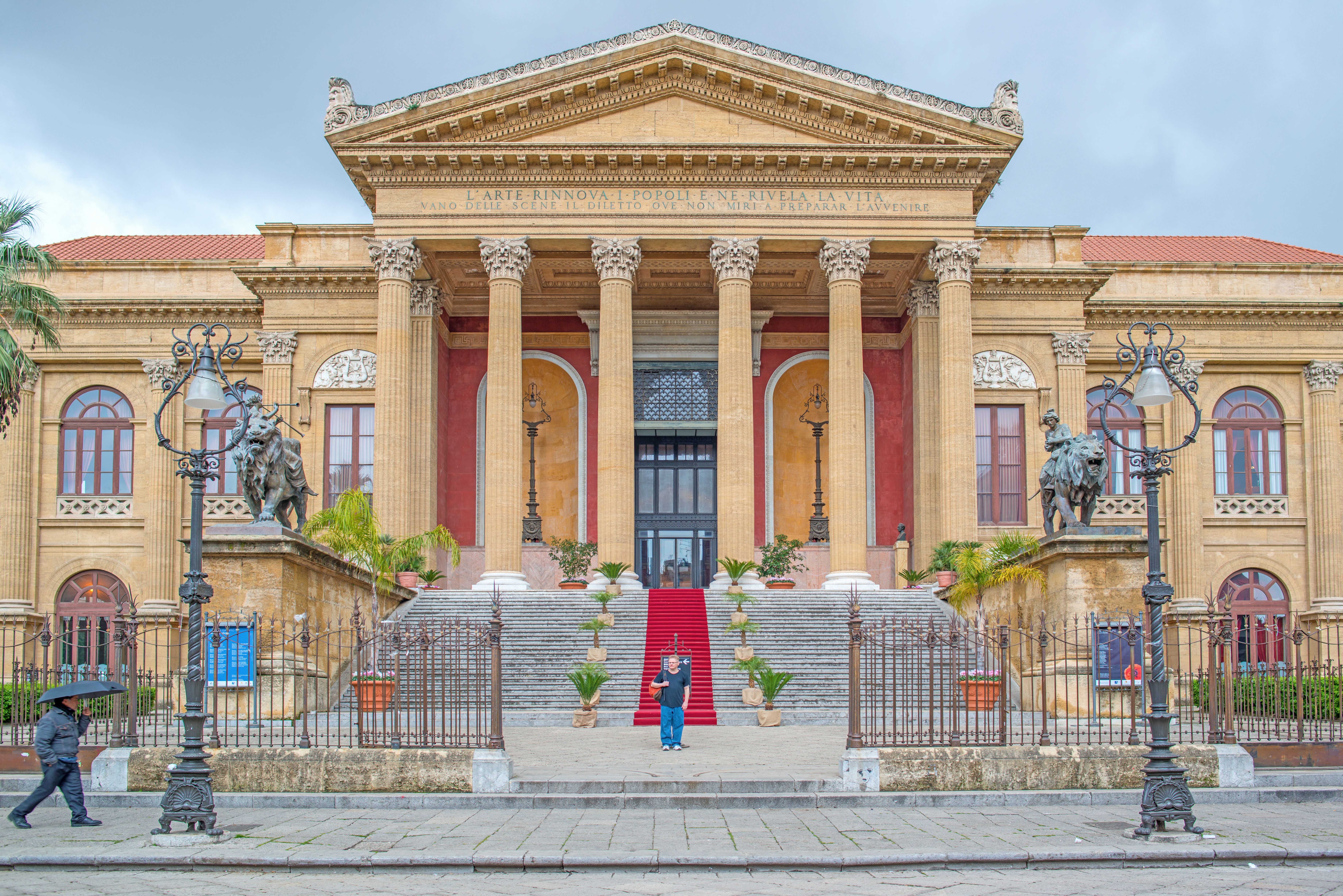
Palermo 2013
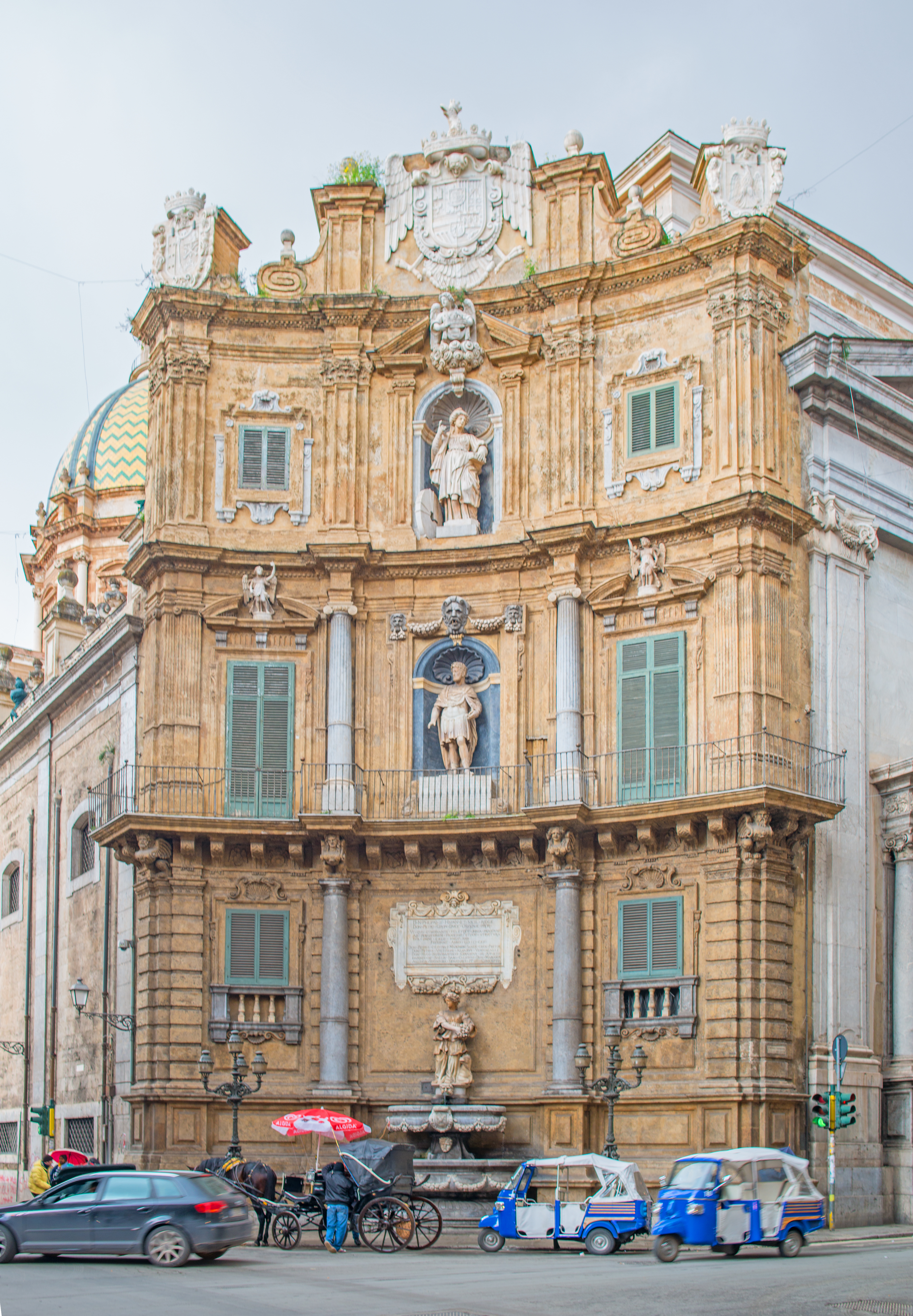
Palermo 2013
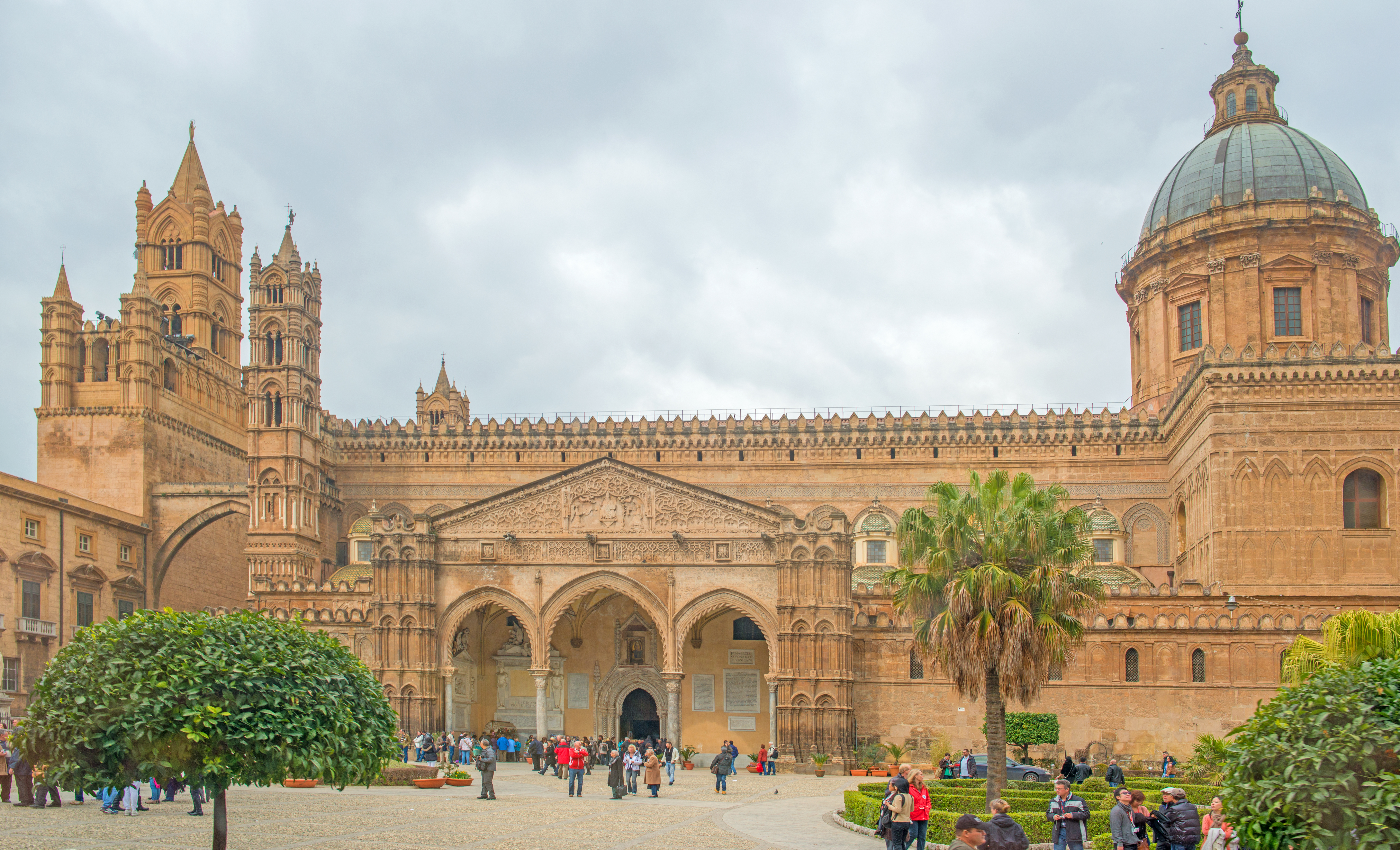
Palermo 2013
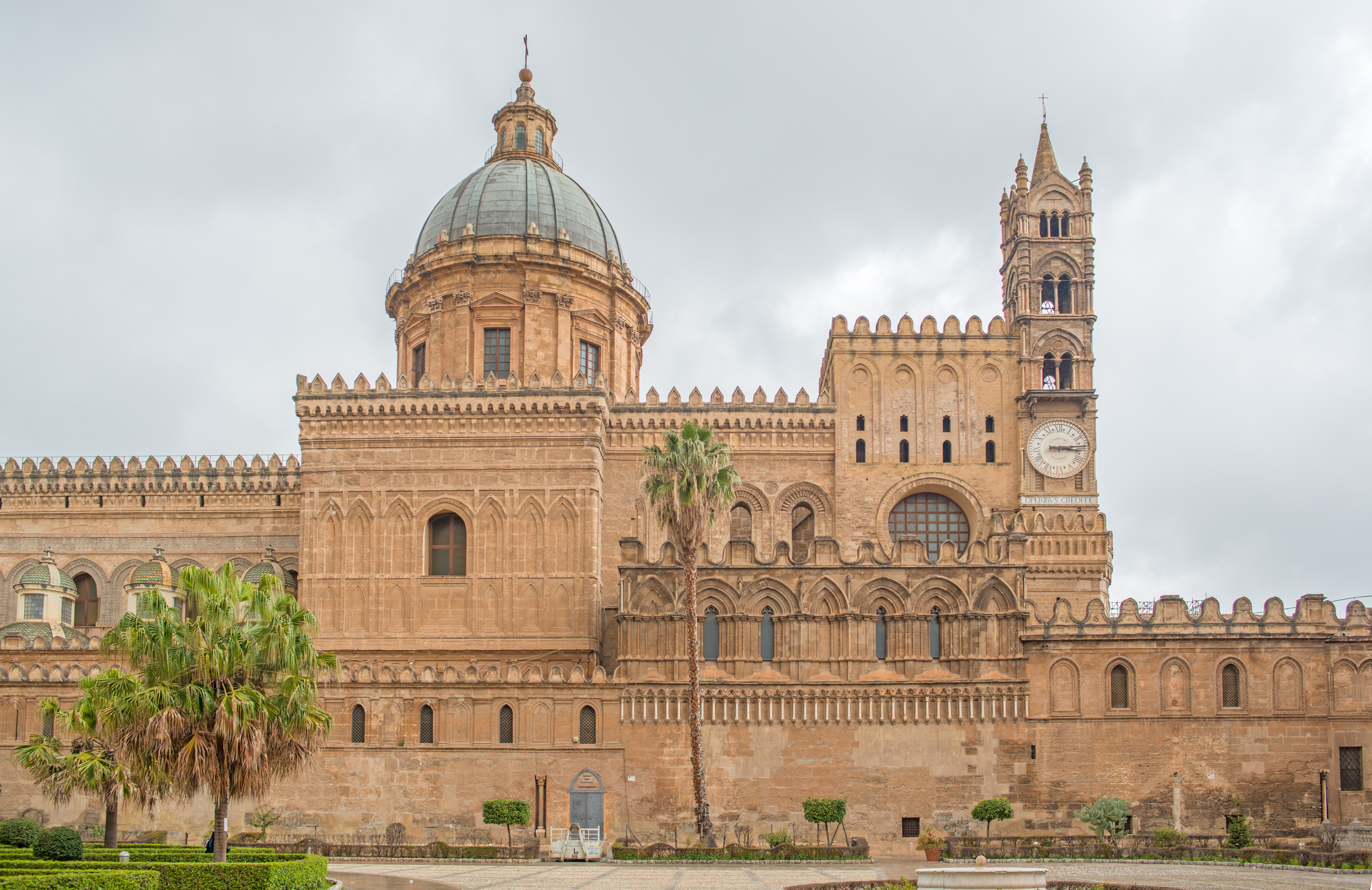
Palermo 2013
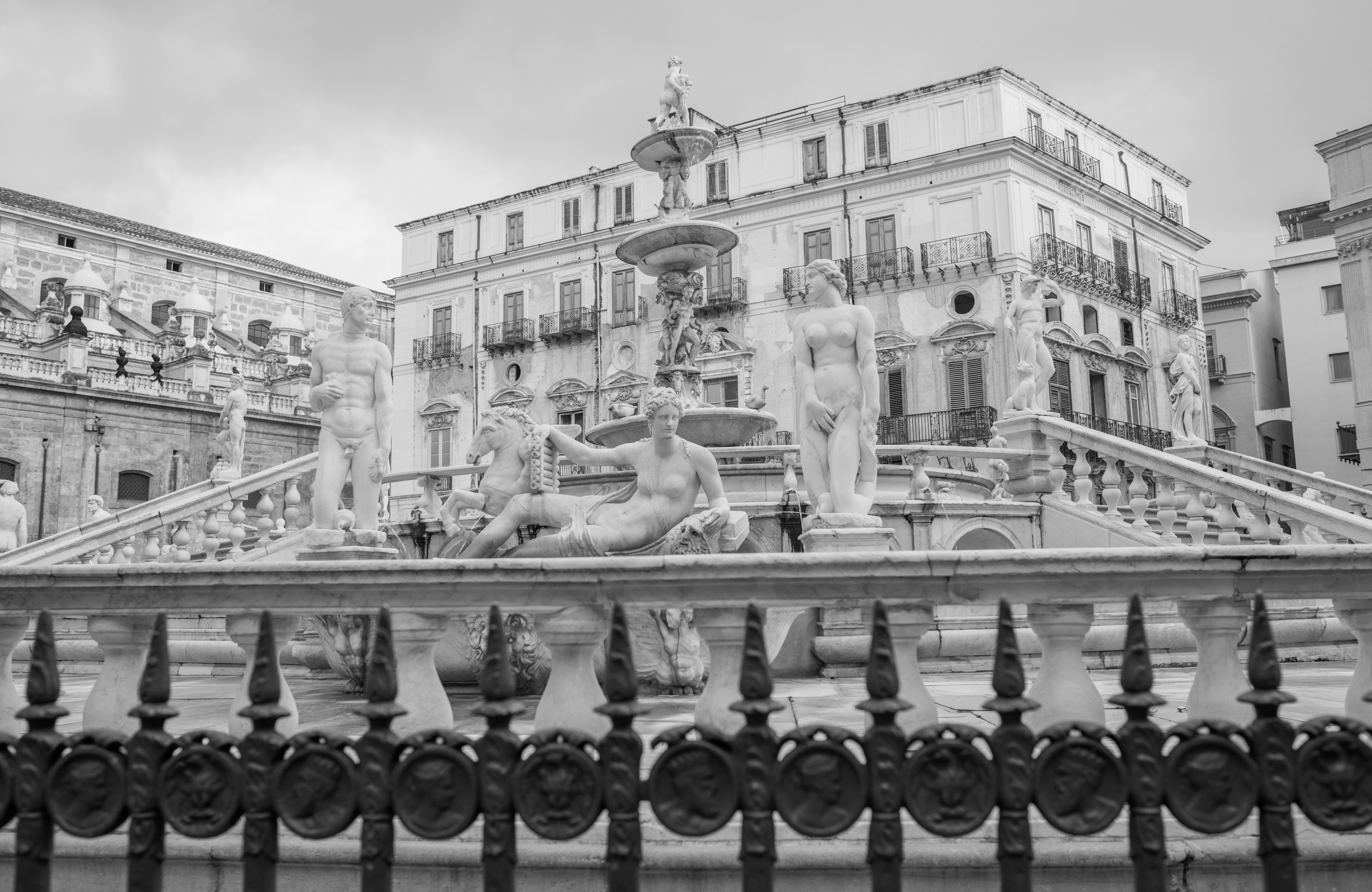
Palermo 2013
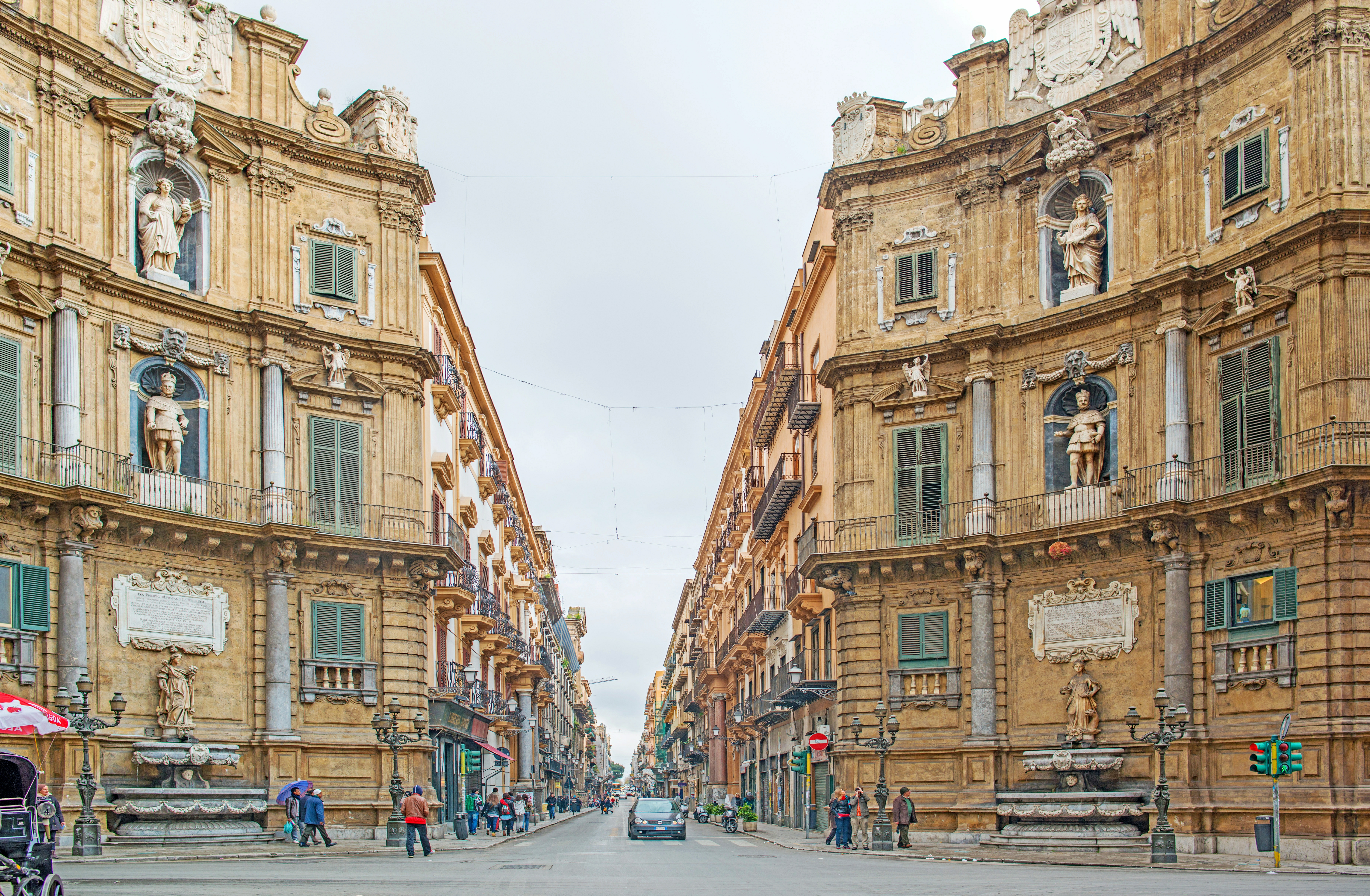
Palermo 2013
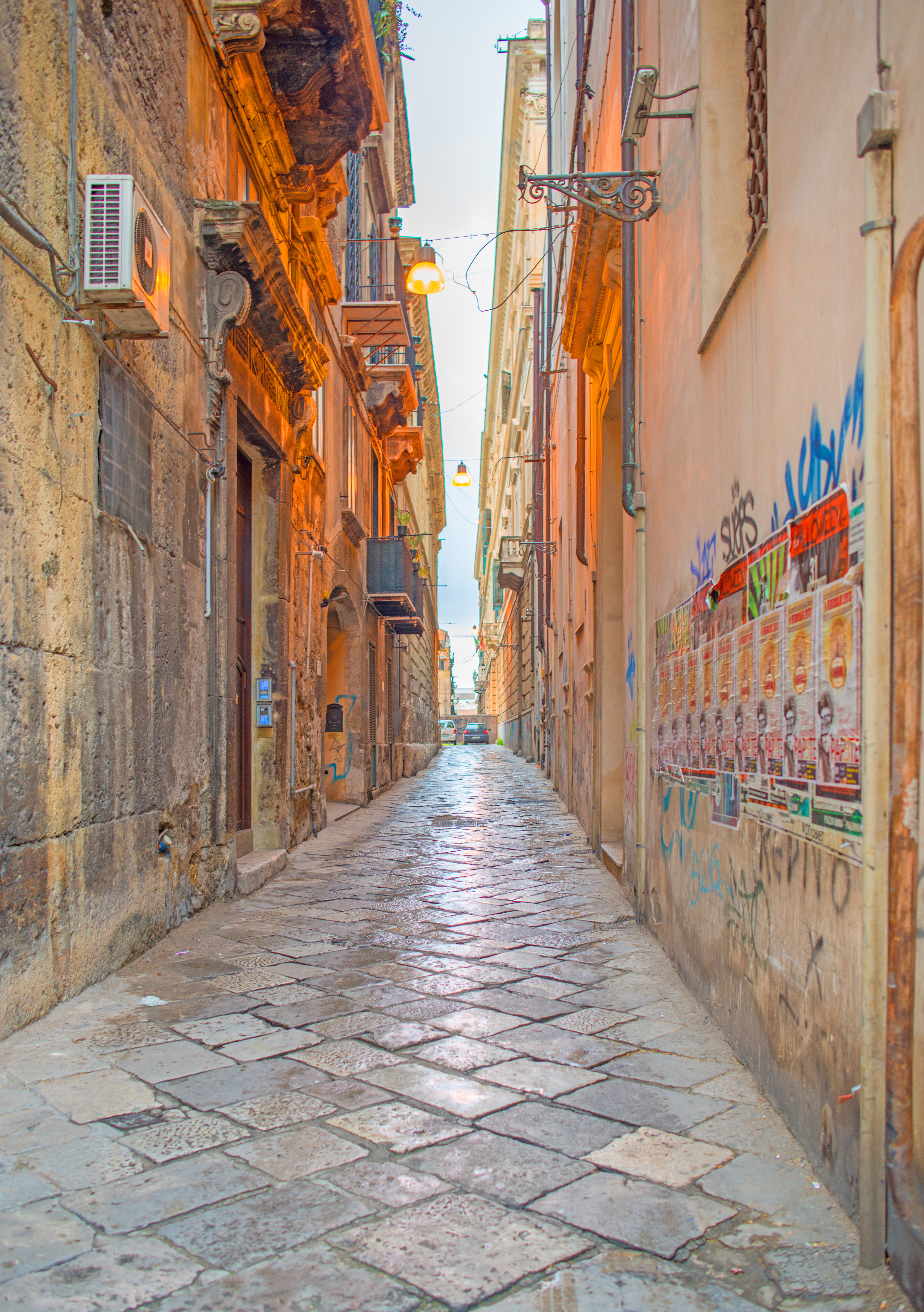
Palermo 2013
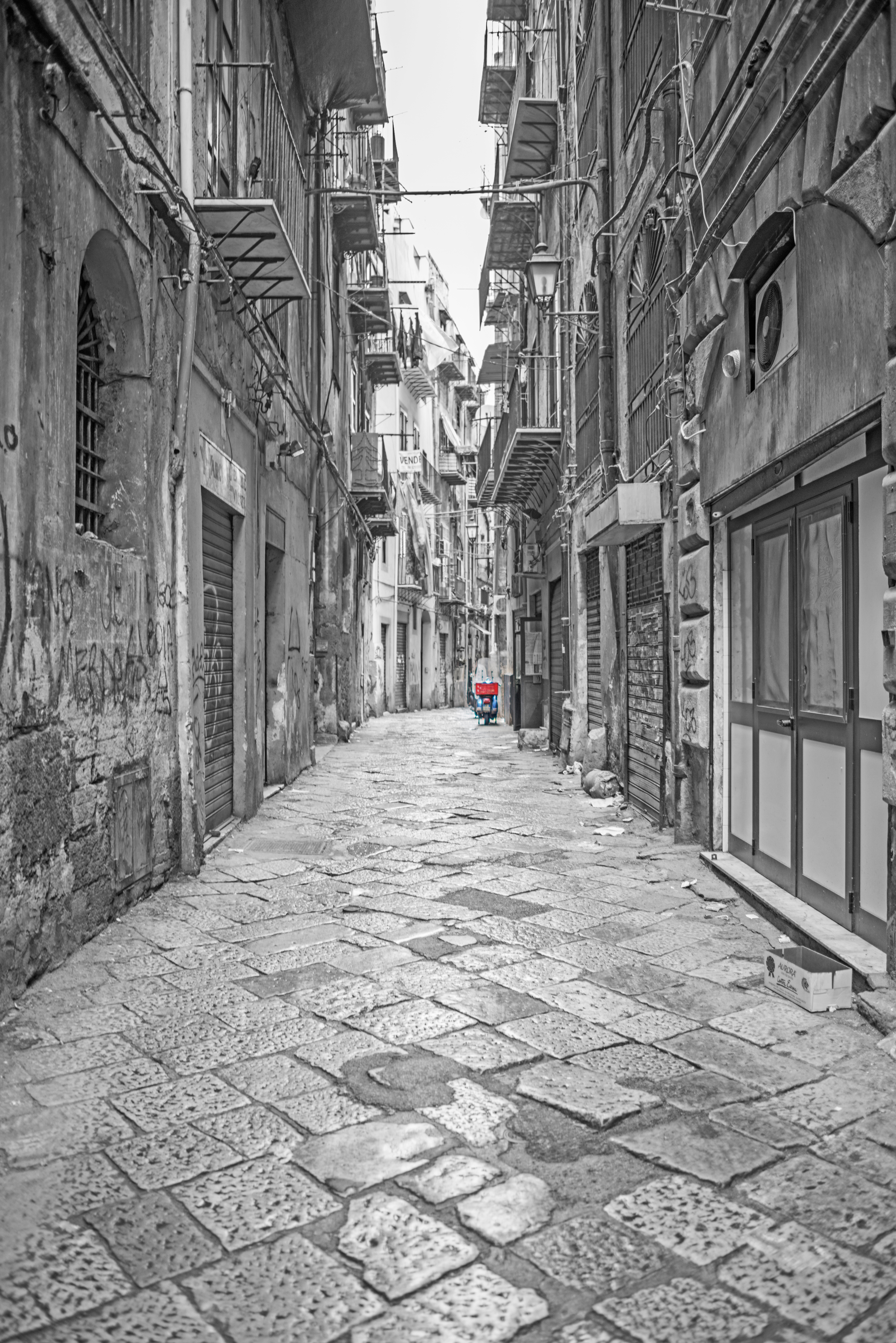
Palermo 2013
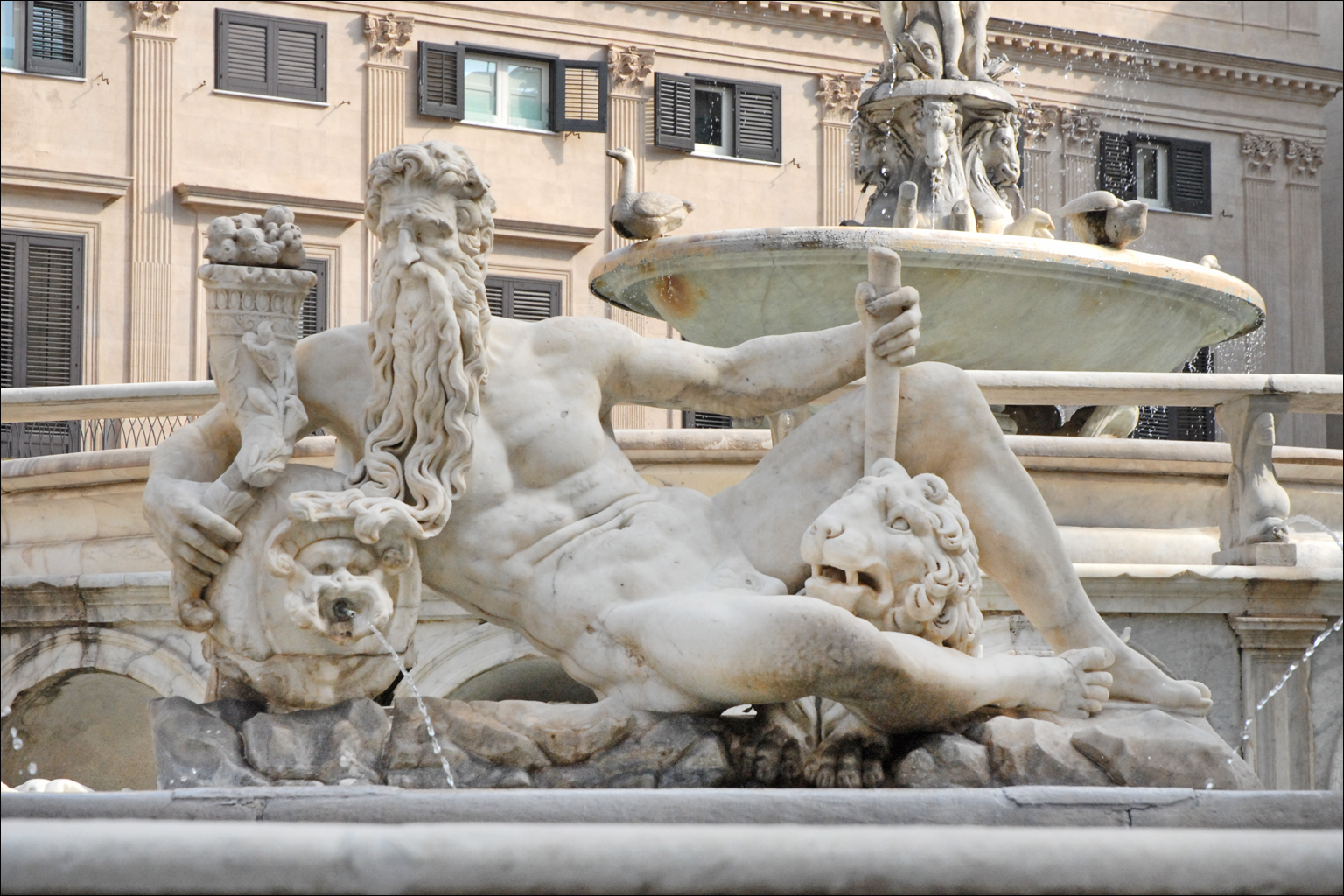
La Fontaine de la Honte
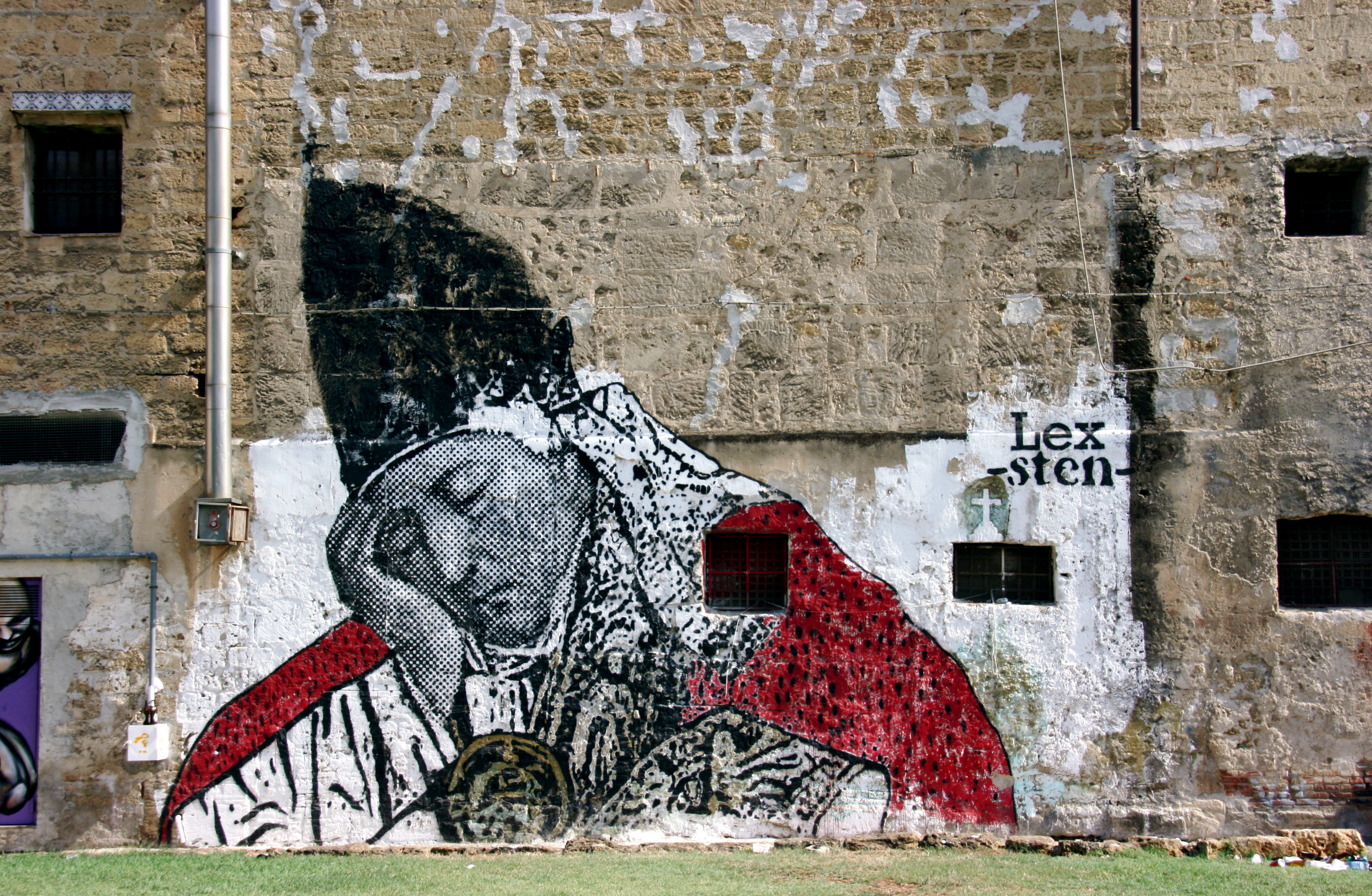
Palermo street art